# Тортолі
Тортолі (італ. Tortolì, сард. Tortuelie) — муніципалітет в Італії, у регіоні Сардинія,  один з двох адміністративних центрів провінції Ольястра.
Тортолі розташоване на відстані близько 330 км на південний захід від Рима, 95 км на північний схід від Кальярі, 11 км на північний схід від Ланузеі.
Населення — 11 129 осіб (2014).
Щорічний фестиваль відбувається 30 листопада. Покровитель — Андрій Первозваний.

## Галерея зображень

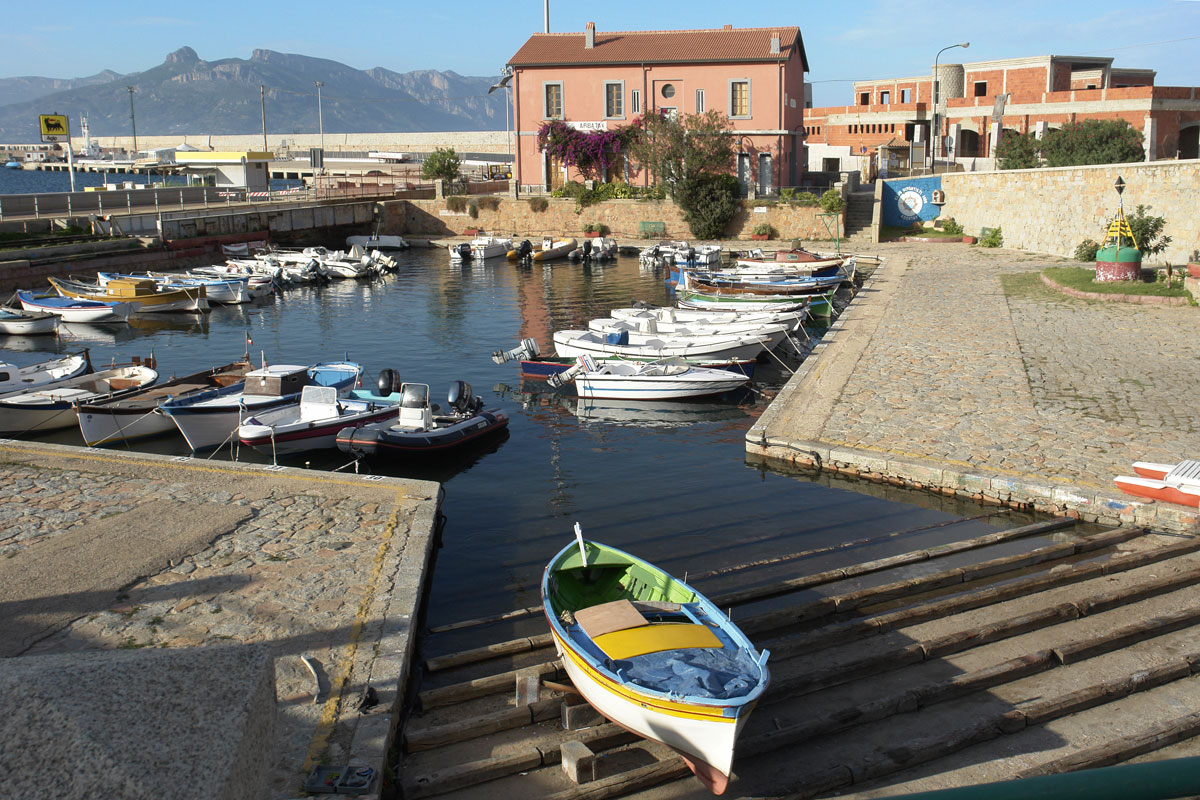
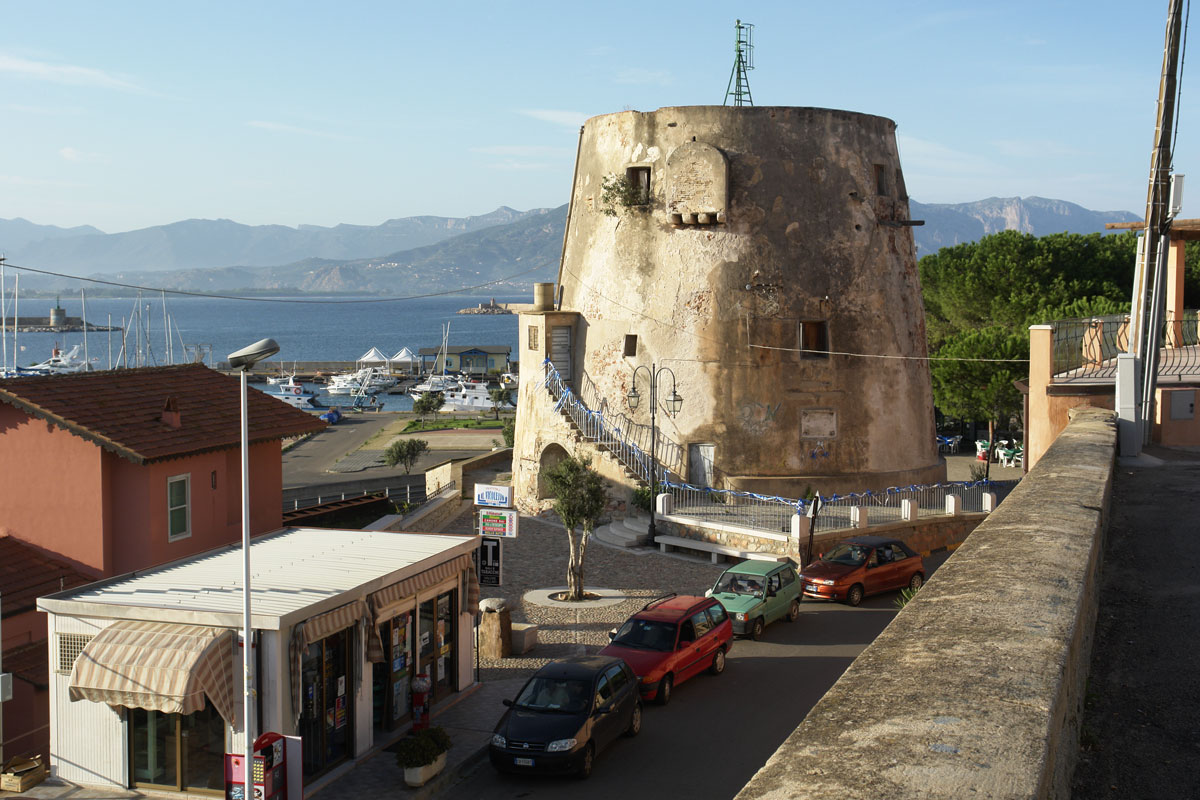
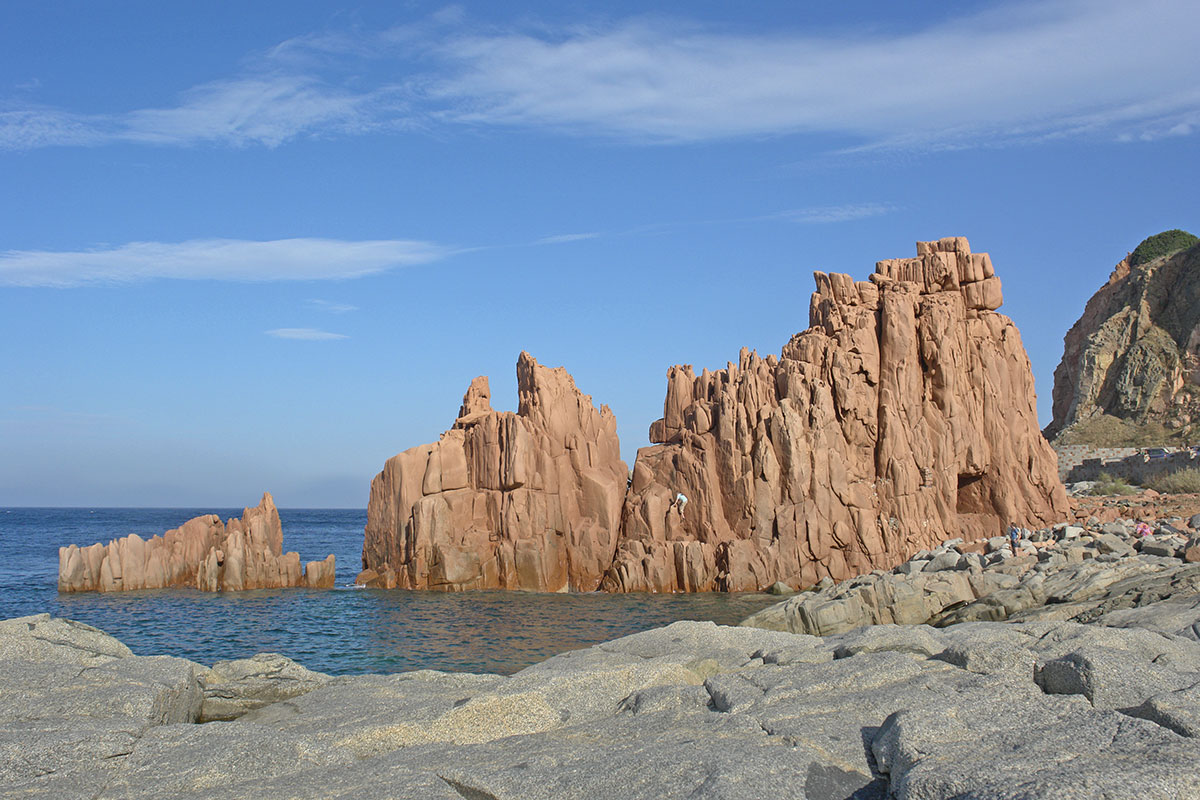

## Демографія
Населення за роками:

Станом на 1 січня 2023 року в муніципалітеті офіційно проживало 359 іноземців з 49 країн, серед них 131 громадянин країн Євросоюзу та 17 громадян України.

## Сусідні муніципалітети
- Арцана
- Барі-Сардо
- Еліні
- Джиразоле
- Ільбоно
- Лотцораї
- Віллагранде-Стризаїлі